# Хехта, Миньона Яновна
Миньо́на Я́новна Хе́хта (до 1955 — Са́ксе) (латыш. Minjona Hehta; род. 7 октября 1930, Рига, Латвия) — советская волейболистка, игрок сборной СССР (1952—1958). Чемпионка мира 1952, чемпионка Европы 1958. Нападающая. Мастер спорта СССР (1952).

## Биография
В 1948—1963 выступала за команду ЛГУ/«Даугава» (Рига). В её составе стала бронзовым призёром чемпионата СССР 1960. В составе сборной Латвийской ССР — бронзовый призёр чемпионата СССР и Спартакиады народов СССР 1959 года.
Миньона Хехта (Саксе) — первая волейболистка Латвии, вошедшая в сборную СССР. В её составе: чемпионка мира 1952, чемпионка Европы 1958, серебряный призёр европейского первенства 1955.
После окончания спортивной карьеры работала преподавателем физвоспитания, а затем модельером.

## Награды
- Орден «Знак Почёта» (27.04.1957) — «за успехи, достигнутые в деле развития массового физкультурного движения в стране, повышения мастерства советских спортсменов, и успешное выступление на международных соревнованиях»

## Источник
- Волейбол. Энциклопедия/Сост. В. Л. Свиридов, О. С. Чехов. — Томск: Компания «Янсон», 2001.